# Connor Swift
Connor Swift   (Thorne, 30 d'octubre de 1995) és un ciclista anglès, professional des del 2019. Actualment corre a l'equip Arkéa-Samsic. En el seu palmarès destaca la victòria al campionat britànic en ruta del 2018 i la Tro Bro Leon de 2021.

## Palmarès
- 2017
  - Vencedor de 2 proves de les Tour Series
- 2018
  -  Campió britànic en ruta
- 2019
  - Vencedor d'una prova de les Tour Series
- 2021
  - 1r a la Tro Bro Leon
  - 1r al Tour de Poitou-Charentes

### Resultats al Tour de França
- 2020. 106è de la classificació general
- 2021. 89è de la classificació general
- 2022. 70è de la classificació general